# Carrascalão

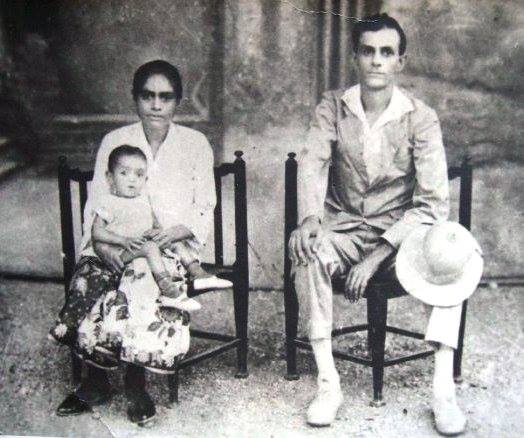
Marcelina Guterres und Manuel Viegas Carrascalão mit ihrem ersten Kind Dora

Aus der Familie Carrascalão stammen mehrere Politiker Osttimors. 

## Geschichte der Familie

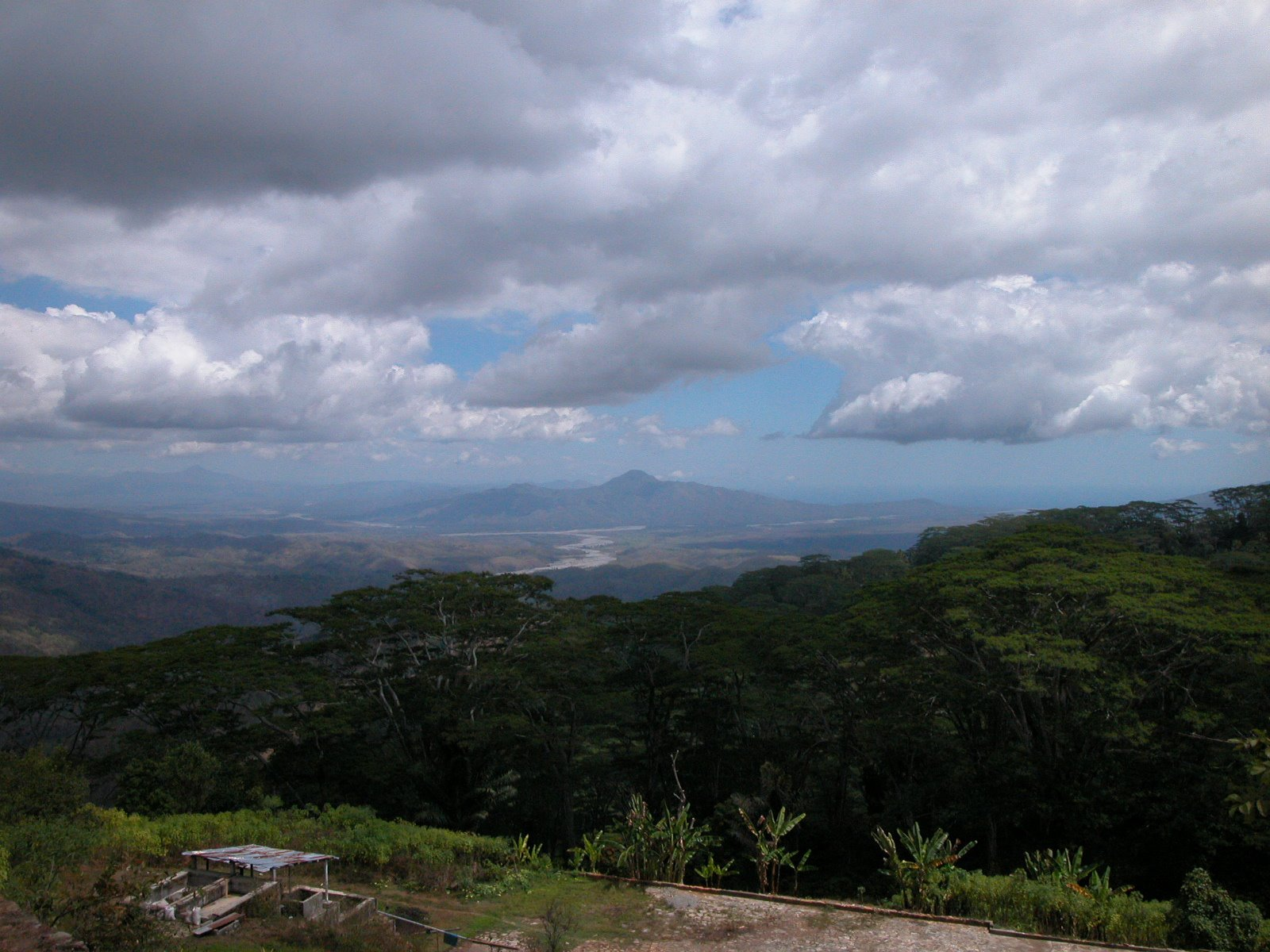
Fazenda Algarve der Familie Carrascalão in der Gemeinde Liquiçá

Manuel Viegas Carrascalão senior wurde 1901 in São Brás de Alportel, an der portugiesischen Algarve in ärmlichen Verhältnissen geboren. Er wurde Journalist und Gewerkschafter und geriet daher mit der portugiesischen Diktatur in Konflikt. Er wird als Anarchist und Bombenleger beschrieben und war Generalsekretär der anarchistischen Syndikalisten. Manuel wurde nach Portugiesisch-Timor deportiert, kam aufgrund guter Führung aus dem Gefängnis von Ai Pelo frei und heiratete die Einheimische Marcelina Guterres, was bei den portugiesischen Kolonialherren als ungebührlich galt. Aus der Ehe entstammen 14 Kinder.
Während der japanischen Besetzung Timors lehnte sich Manuel gegen die Besatzer auf, anstatt zu fliehen. Die Japaner inhaftierten ihn daher zwei Jahre in ein Gefangenenlager. Als Belohnung für den Widerstand erhielt Manuel von der portugiesischen Regierung die Fazenda Algarve, eine Plantage im Suco Leotala, nahe Liquiçá. Hier baute er als Großgrundbesitzer Kaffee, Kautschuk und Tee an. Carrascalão wurde zum geachteten Mitglied der Gesellschaft der Kolonie.
Mit der Nelkenrevolution in Portugal 1975 kündigte sich für Osttimor die Unabhängigkeit an. Drei von Manuel Carrascalãos Söhnen; Manuel junior, Mário und João; gründeten die União Democrática Timorense UDT (Demokratische Union Timor), die erste politische Partei Osttimors. 
Als sich aber abzeichnete, dass die linksgerichtete FRETILIN die größere Unterstützung in der Bevölkerung erhalten würde, versuchte die UDT am 11. August 1975 mit einem Putsch an die Macht zu kommen. Bei den Straßenkämpfen in Dili konnte sich jedoch die FRETILIN durchsetzen, woraufhin UDT-Anhänger verfolgt wurden und größtenteils ins indonesische Westtimor flohen. Ende des Jahres rief die FRETILIN die Unabhängigkeit Osttimors aus, doch nur wenige Tage später besetzte Indonesien das Land.
Manuel senior war inzwischen Bürgermeister von Dili geworden. Zum Zeitpunkt der indonesischen Invasion war er in Portugal für eine Augenoperation. Die Indonesier verweigerten ihm die Rückkehr, so dass er schließlich mittellos in Portugal starb.
Die drei Brüder Manuel junior, Mário und João arbeiteten aktiv für die Widerstandsbewegung, wenn auch mit unterschiedlichen Mitteln. Während João ins Exil ging, arbeiteten Manuel und Mário politisch in Osttimor, Mário war sogar zeitweise Provinzgouverneur und deckte schwere Menschenrechtsverletzungen durch das indonesische Militär auf. 1999 stimmten die Osttimoresen in einem Referendum für die Unabhängigkeit ihres Landes von Indonesien. Daraufhin kam es zu gewaltsamen Ausschreitungen durch pro-indonesische Milizen, denen  mehrere Tausend Menschen zum Opfer fielen. Manuel (Manuelito) Carrascalão, Sohn von Manuel Viegas Carrascalão kam beim Massaker im Haus von Manuel Carrascalão ums Leben.
Nach dem Abzug der Indonesier war João unter der UN-Verwaltung Minister für Infrastruktur und noch mehrere Jahre Vorsitzender der UDT. Er starb 2012. Mário war Vorsitzender der konservativen Partido Social Democrata PSD (Sozialdemokratischen Partei) und seit 2007 im osttimoresischen Parlament Abgeordneter. Vom 22. Januar 2009 bis zum 6. September 2010 war er zweiter Vize-Premierminister. Er starb 2017, einen Tag nachdem er mit dem Colar da Ordem de Timor-Leste, Osttimors höchsten Orden ausgezeichnet wurde. Manuel war kurze Zeit Präsident des Nationalrats, dem Übergangsparlaments während der UN-Verwaltung Osttimors vor der endgültigen Unabhängigkeit des Landes. Er starb 2009 in Dili.
Die Fazenda Algarve ist mit ihren 290 Hektar die einzige Plantage, die in Osttimor noch im Besitz derselben Familie ist wie zur Kolonialzeit. Überall sonst haben Kleinbauern die Grundstücke übernommen. Die Familie hat mehr als hundert Mitglieder in Osttimor, Portugal und Australien.

## Die Kinder von Manuel Viegas Carrascalão senior
- Dora Viegas Carrascalão (* 1929 in Uai-Tali-Bu'u)
- Maria Viegas Carrascalão da Silva (* in Manufahi: † 2022)
- Manuel Viegas Carrascalão (* 1933 auf Atauro; † 2009), ehemaliger Präsident des Nationalrats Osttimors
- Ermelinda Viegas Carrascalão (* in Quelicai)
- Mário Viegas Carrascalão (* 1937 in Uai-Tali-Bu'u; † 2017 in Dili), ehemaliger indonesischer Gouverneur und ehemaliger Vize-Premierminister von Osttimor
- Artur Viegas Carrascalão, lebt in Sydney/Australien
- Alice Viegas Carrascalão († 2019)
- José Viegas Carrascalão
- João Viegas Carrascalão (* 1945 auf der Fazenda Algarve; † 2012), Vorsitzender der UDT, Minister und Botschafter
- Francisco Viegas Carrascalão
- Gabriela Viegas Carrascalão
- Ângela Viegas Carrascalão (* 1951), Justizministerin 2017–2018, Diplomatin
- Natália Viegas Carrascalão Antunes (* 1952 auf der Fazenda Algarve), portugiesische Politikerin und osttimoresische Diplomatin
- bei der Geburt verstorben

## Weitere Familienmitglieder
- Manuel (Manuelito) Carrascalão, Sohn von Manuel Viegas Carrascalão, beim Massaker im Haus von Manuel Carrascalão ermordet.
- Cristina Carrascalão, Tochter von Manuel Viegas Carrascalão.
- Anna Manuela Carrascalão, Tochter von Manuel Viegas Carrascalao.
- José Manuel Castela Viegas Carrascalão (* 2. Mai 1960), drittältester Sohn von Manuel Carrascalão, osttimoresischer Politiker

- Pedro Miguel Carrascalão, Sohn von Mário Viegas Carrascalão. Gründer des Carsae FC (heute Boavista Futebol Clube Timor-Leste).
- Sonia Dora Stoffel Cidrac Viegas Carrascalão, Tochter von Mário Viegas Carrascalão.[3]
  - Giovani Carrascalão Saleh, Enkel von Mário Viegas Carrascalão.[3]
  - Miguel Carrascalão Saleh, Enkel von Mário Viegas Carrascalão, Geschäftsmann.[3]

- João Miguel Carrascalão, Sohn von João Viegas Carrascalão.[4]
- Sandra João Carrascalão, Tochter von João Viegas Carrascalão.[4]